# DMSA
L'acido meso-2,3-dimercaptosuccinico comunemente abbreviato DMSA o commercialmente noto anche come succimer o chemet viene principalmente impiegato come agente chelante nella terapia chelante. Possiede due diastereoisomeri, meso e le forme chirali D,L. L'isomero meso è quello utilizzato come agente chelante.
Si presenta come solido incolore; la molecola contiene due gruppi carbossilici e due gruppi tiolici, questi ultimi forniscono il caratteristico odore pungente.

## Stereochimica
L'acido 2,3-dimercaptosuccinico possiede due stereocentri (due atomi di carbonio asimmetrico) e esistono tre diversi stereoisomeri. Gli isomeri (2S,3S) e (2R,3R) sono una coppia di enantiomeri, mentre l'isomero (2R,3S) è un composto meso e quindi otticamente inattivo.
|                                       |                                                                            |                                       |
|                                       |                                                                            |                                       |
| acido (2R,3R)-2,3-dimercaptosuccinico | acido (2R,3S)-2,3-dimercaptosuccinico (acido meso-2,3-dimercaptosuccinico) | acido (2S,3S)-2,3-dimercaptosuccinico |

## Utilizzo come agente chelante
Il farmaco è stato approvato dall'U.S Food and Drug Administration ed è stato utilizzato anche in Europa.
Tuttavia la sua efficacia nel migliorare i livelli di piombo nel lungo periodo nei bambini è stata messa in discussione (O'Connor and Rich, 1999). Non è in ogni caso in grado di rimuovere il piombo (saturnismo) e il mercurio dal cervello e di contrastare alcuni degli effetti tossici causati dall'avvelenamento da piombo.